# Haşim
Haşim ist ein türkischer männlicher Vorname arabischer Herkunft.

## Namensträger

### Osmanische Zeit
- Ahmet Haşim (1883/87–1933), türkischer Dichter

### Vorname
- Haşim Çelik (* 1990), türkischer Taekwondoin
- Haşim Kılıç (* 1950), Präsident des türkischen Verfassungsgerichts